# Licania
Licania là một chi thực vật thuộc họ Chrysobalanaceae. Chủ yếu là do chặt phá rừng, nên một số loài cây bụi và cây gỗ nhỏ này đã bị suy giảm về lượng, một vài loài suy giảm đáng kể, và L. caldasiana từ Colombia dường như đã tuyệt chủng trong những năm gần đây.
Một vài loài được trồng làm cây cảnh. Quả của các loài Licania là thức ăn quan trọng cho nhiều động vật và cũng có thể ăn được đối với con người. Các dạng sâu bướm của phức hệ loài ẩn Astraptes fulgerator có trên các cây L. arborea nhưng dường như không ăn chúng thường xuyên.

## Các loài tiêu biểu
- Licania arborea
- Licania caldasiana
- Licania chiriquiensis
- Licania conferruminata
- Licania fasciculata
- Licania grandibracteata
- Licania hedbergii
- Licania humilis Cham. & Schltdl.
- Licania kunthiana Hook.f.
- Licania longicuspidata
- Licania longipetala
- Licania megalophylla
- Licania michauxii – Gopher Apple, Ground Oak
- Licania morii
- Licania pyrifolia Grisebach – Merecure Licania
- Licania rigida (Benth) Mart. – oiticica (Brasil)
- Licania salicifolia
- Licania splendens
- Licania tomentosa (Benth) Fritsch. – oitizeiro (Brasil)
- Licania vasquezii
- Licania velutina

## Hình ảnh

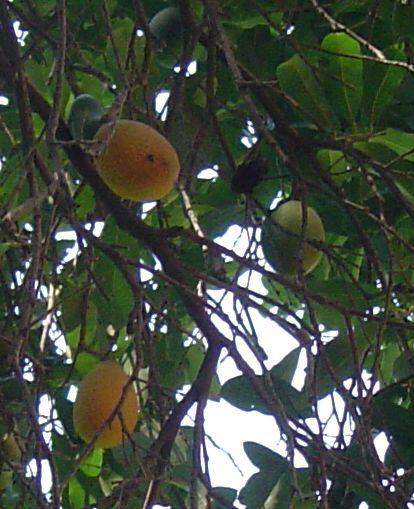
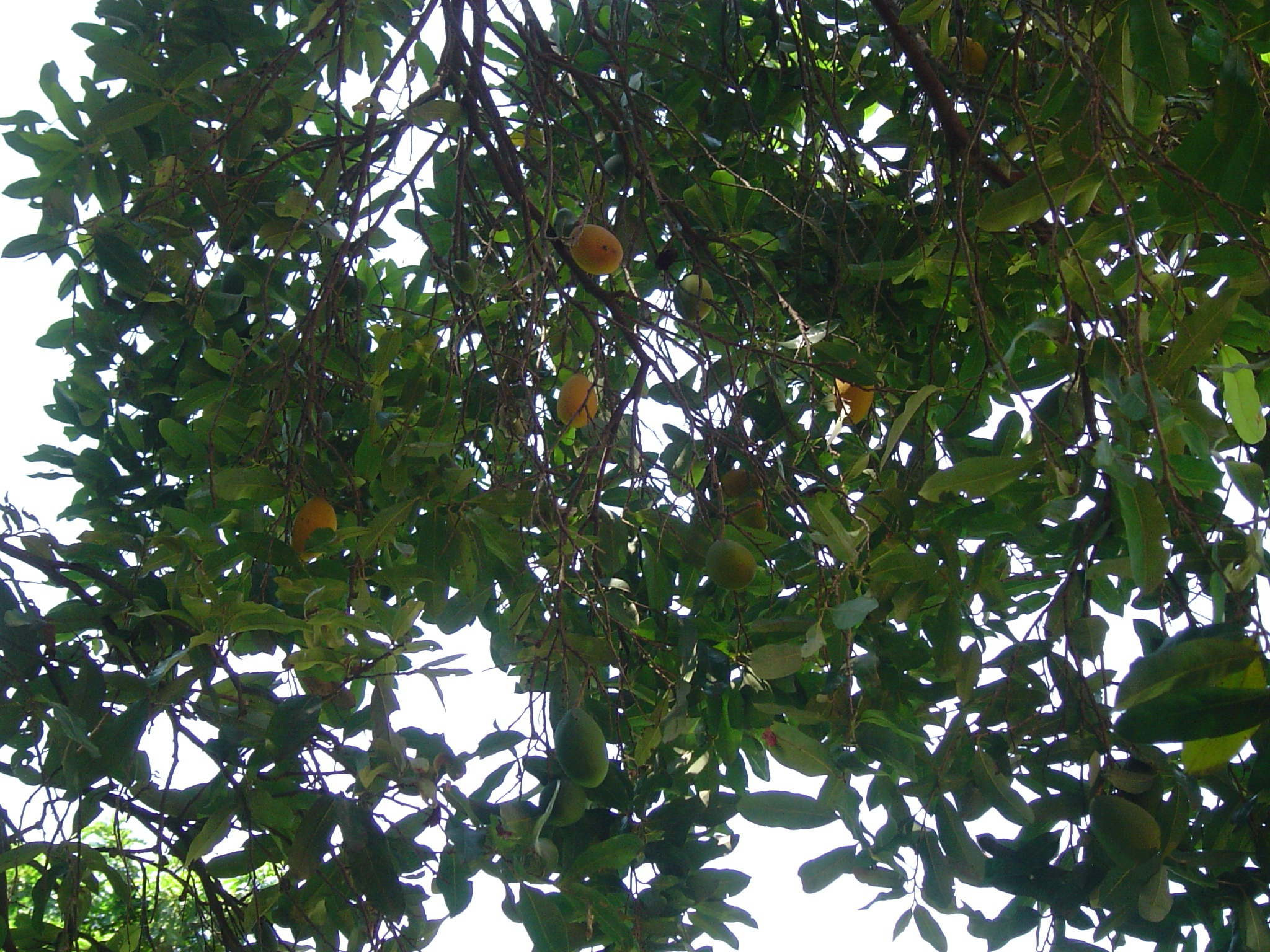
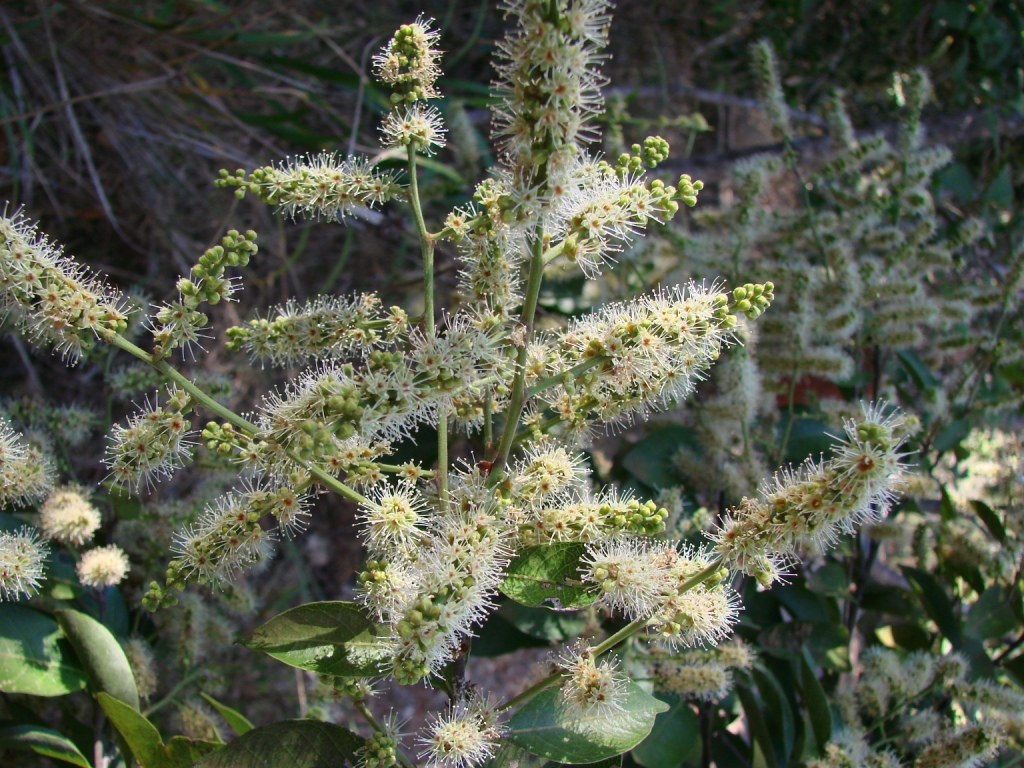